# Berk-i Satvet
Die Berk-i Şevket war ein in Deutschland gebauter Torpedokreuzer der osmanischen Marine. Nach dem Ersten Weltkrieg kam sie als Berk zusammen mit ihrem Schwesterschiff Peyk als Schulschiff bis Mitte der 1940er Jahre in den Dienst der neuen türkischen Marine.

## Einsatzgeschichte
Die Berk-i Satvet wurde unter Baunummer 127 parallel zur Peyk-i Şevket auf der Germaniawerft gebaut und lief am 1. Dezember 1906 vom Stapel.
Im Ersten Balkankrieg befand sie sich bei Kriegsbeginn in der Werft und wurde im Dezember Divisionsschiff der 1. Zerstörerdivision mit den Schichau-Booten Yadigar-i Millet und Muavenet-i Milliye sowie Taşoz und Basra vom französischen Durandal-Typ. Noch vor Jahresende versuchte sie bei einem Vorstoß aus den Dardanellen mit dem Kreuzer Mecidiye vergeblich, die griechischen Zerstörer Niki und Doxa zum Gefecht zu stellen. Sie war dann am 18. Januar 1913 mit den Linienschiffen Barbaros Hayreddin, Turgut Reis, Mesudiye, der Mecidiye und Zerstörern am zweiten Versuch der osmanischen Marine, aus den Dardanellen auszubrechen, beteiligt, der im Gefecht von Lemnos gegen die griechische Flotte scheiterte. Vom 9. bis 11. Februar unterstützte sie dann mit den Linienschiffen Barbaros Hayreddin und Turgut Reis das Landungsunternehmen gegen die bulgarische Armee bei Şarköy am Nordufer des Marmarameeres nahe Tekirdağ.

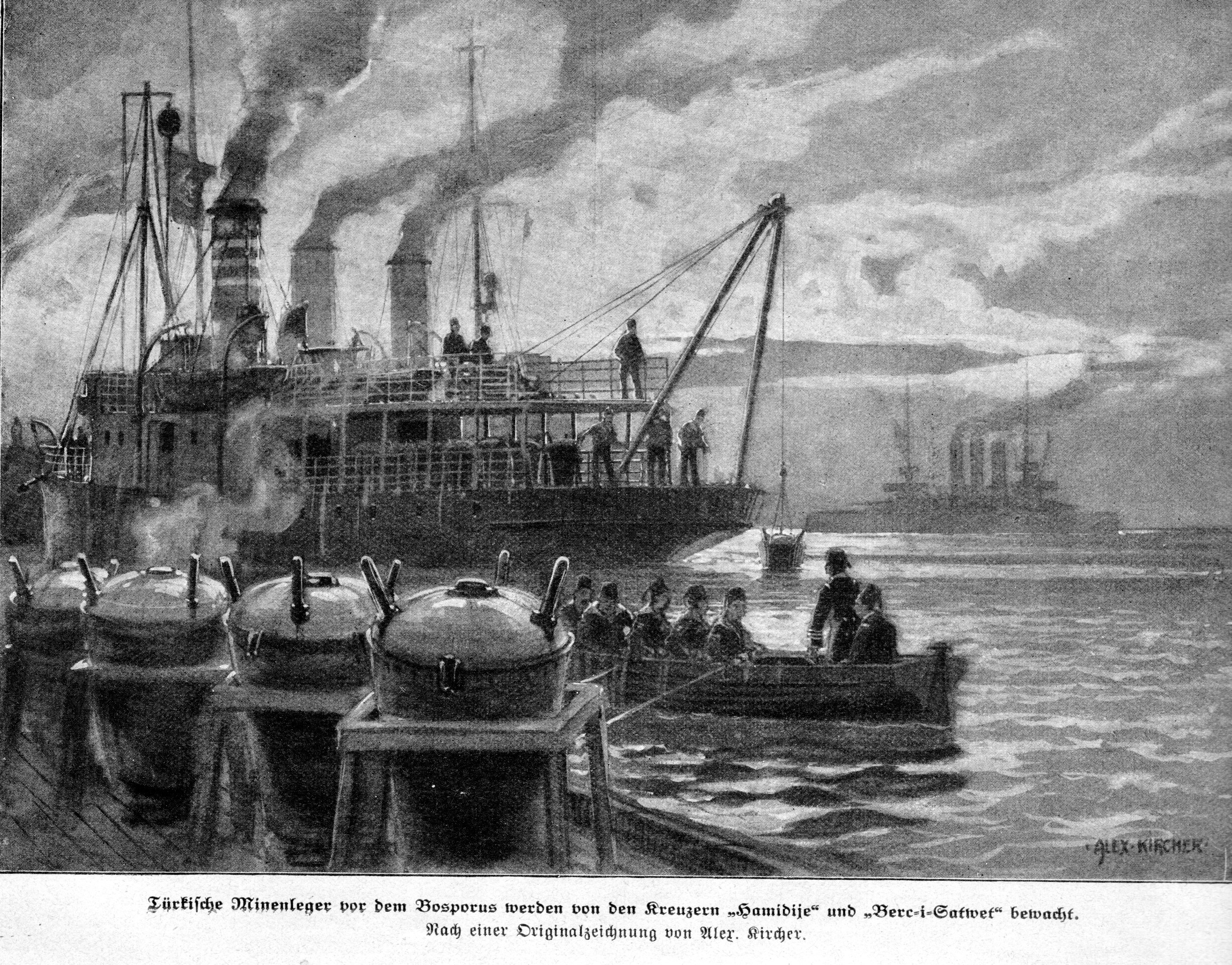
Osmanische Minenleger vor dem Bosporus werden um 1915 von den Kreuzern Hamidiye und Berk-i Şevket bewacht

Beim Ersteinsatz der osmanischen Flotte im Ersten Weltkrieg gegen Russland im Schwarzen Meer hatte sie den Auftrag, mit der Midilli Noworossijsk zu beschießen. Dabei wurden die dortige Funkstation außer Gefecht gesetzt und fünf russische Schiffe sowie die britische Friederike beschädigt. Am 6. Dezember sicherte sie zusammen mit ihrem Schwesterschiff Peyk-i Şevket, dem Schlachtkreuzer Yavuz Sultan Selim und dem Leichten Kreuzer Mecidiye einen großen Konvoi mit Truppen und Versorgungsgütern nach Trabzon, das wegen eines russischen Minenfelds nicht mehr direkt angelaufen werden konnte.
Am 2. Januar 1915 wurde die Berk-i Satvet durch eine russische Mine vor dem Bosporus schwer beschädigt und war erst 1917 wieder einsatzbereit. Von da ab deckte sich der Einsatzbereich der Schwesterschiffe. Auch ihr Name wurde bei der türkischen Marine gekürzt auf Berk. Sie wurde 1945 außer Dienst gestellt und erst 1955 abgebrochen.

## Deutsche Kommandanten (Auswahl)
- Kapitänleutnant Hans-Joachim von Mellenthin: von August 1914 bis Januar 1915 (Minentreffer)
- Werftaufenthalt: von Januar 1915 bis 1917
- Kapitänleutnant Ruprecht Andriano: von Mai 1918 bis August 1918